# Massacre de Chenogne
O Massacre de Chenogne foi uma execução em massa que aconteceu em 1 de janeiro de 1945 no vilarejo de Chenogne, Bélgica. Cerca de 60 soldados alemães que tinham se rendido, foram enfileirados conduzidos à uma colina onde foram metralhados pelos soldados estadunidenses. Outros soldados, inclusive médicos acenando bandeiras da cruz vermelha, foram executados enquanto tentavam se render.